# 張茂度
張茂度（376年—442年），名裕，字茂度，为避讳宋武帝刘裕而改以字行，吳郡吳縣（今江苏省蘇州市）人。東晉末及南朝宋官員，屢次外任地方，甚有當官治理的才能。

## 生平
張茂度曾任司馬德文的衞將軍府參軍、吳國內史及鎮南參軍等職。盧循之亂時任晉安太守，因盧循攻陷江州，江州刺史何無忌戰死，張茂度與建安太守孫虯之都接受盧循的任命，為其做事。盧循敗後，張茂度就被免官。及後出任始興相，他收復被戰亂破壞的城池及寺廟，撫慰死傷者及招集逃避戰亂的流民，漸漸恢復當地秩序。茂度在始興一星期後就獲召為太尉參軍，後轉主簿及揚州治中從事史。義熙八年（412年），劉裕攻打荊州刺史劉毅，張茂度留守後方，揚州事務都由其掌管。消滅劉毅後劉裕班師，轉茂度為中書侍郎。及後轉平西將軍、荊州刺史司馬休之的司馬、兼河南太守。義熙十一年（415年），劉裕攻司馬休之，茂道聽聞後就輕舟東下，中途就遇上率軍西上的劉裕大軍，劉裕於是讓茂度做自己的錄事參軍，仍兼河南太守。戰後由劉道鄰接任荊州刺史，張茂度任其諮議參軍、兼河南太守。後調回任揚州別駕從事史，並在劉裕北伐後秦時留守。後轉使持節、督廣交二州諸軍事、建武將軍、平越中郎將、廣州刺史。任內安撫懷柔百越，令嶺南地區穩定。後以疾求還，曾再任道鄰的司馬、廷尉及尚書吏部郎。
元嘉元年（424年），茂度任使持節、督益寧二州梁州之巴西梓潼宕渠南漢中秦州之懷寧安固六郡諸軍事、冠軍將軍、益州刺史。元嘉三年（426年），宋文帝伐荊州刺史謝晦，下詔命益州派軍進攻江陵（今湖北荊州市），然而謝晦兵敗被殺後益州軍才到白帝（今重慶奉節縣），眾人懷疑因為茂度與謝晦交好而阻延進軍，只因時任湘州刺史的弟弟張邵響應才令朝廷沒加罪茂度，只是被徵還建康（今江蘇南京市）。元嘉七年（430年），茂度任廷尉，加奉車都尉，領本州大中正。又先後任五兵尚書及太常，又因腳疾而調任義興太守，秩中二千石。上任不久，茂度就離職返家，朝廷曾召他任都官尚書、加散騎常侍，但他以疾病推辭，最終拜光祿大夫，加金章紫綬。此時，茂度因為家財充足，就不再和他人交往，住在吳縣華山中，整整七年間就在華山野地之間悠然自得地生活。元嘉十八年（441年），茂度再度任官，出任會稽太守，仍然將郡務處理得井井有條。次年茂度在任內去世，享年六十七歲，諡為恭子。

## 家庭

### 弟
- 張禕，東晉琅邪國郎中令，劉裕曾命他送毒酒殺害晉恭帝，但他不願，飲毒酒死。[1]
- 張邵，同為劉宋重臣。

### 子女
- 張演，茂度子，太子中舍人。
- 張鏡（或作張敬[2]），演弟，新安太守，與兄張演皆有盛名。
- 張永，鏡弟，官至征北將軍、南兗州刺史、侍中。曾參與元嘉北伐、討伐劉劭、劉義宣、劉休範等多場變亂。
- 張辯，永弟，曾任尚書吏部郎、廣州刺史。
- 張岱，辯弟（或兄），在宋歷任益州刺史、吏部尚書。後在齊任吳興太守。
- 張恕，張岱弟，沈攸之起兵時曾與張永子张瓌領宗族部曲攻殺吳郡太守劉遐[3]。

### 孫
- 張緒，張演子，南齊重臣。
- 張瓌，張永子，南齊官員。
- 張稷，張永子，南梁官員。
- 張略，張辯子，梁太子中庶子、臨海太守。

### 曾孫
- 張充，張緒子
- 張率，張瓌子，南梁官員。
- 張嵊，張稷子
- 張種，張略子，南陳官員

## 延伸阅读
[在维基数据编辑]
 《宋書·卷53》，出自沈约《宋书》